# Instituto Nacional de Toxicología y Ciencias Forenses (España)
El Instituto Nacional de Toxicología y Ciencias Forenses (INTCF) es un órgano técnico, adscrito al Ministerio de Justicia, cuya misión principal es auxiliar a la Administración de Justicia y contribuir a la unidad de criterio científico, a la calidad de la pericia analítica y al desarrollo de las ciencias forenses.
Dentro del Departamento de Justicia, es la Dirección General para el Servicio Público de Justicia el órgano responsable de la organización y supervisión de los institutos de medicina legal y del Instituto Nacional de Toxicología y Ciencias Forenses y de sus medios técnicos.

## Funciones
En concreto, desarrolla las siguientes funciones:
- Emitir los informes y dictámenes que soliciten las autoridades judiciales y el Ministerio Fiscal.
- Practicar los análisis e investigaciones toxicológicas que sean ordenados por las autoridades judiciales, las gubernativas, el Ministerio Fiscal y los médicos forenses en el curso de las actuaciones judiciales o en las diligencias previas de investigación efectuadas por el Ministerio Fiscal.
- Realizar igualmente los análisis e investigaciones interesados por organismos o empresas públicas en cuestiones que afecten al interés general, en los supuestos que se prevean según instrucciones del Ministerio de Justicia o en los términos de los acuerdos o convenios realizados al efecto.
- Realizar los informes, análisis e investigaciones solicitados por particulares en el curso de procesos judiciales, o incluso al margen de éstos en las condiciones que se determinen.
- Difundir los conocimientos en materia toxicológica, contribuir a la prevención de las intoxicaciones y atender cuantas consultas se le formulen sobre las mismas.
- Actuar como centro de referencia en materias propias de su actividad en relación con los Institutos de Medicina Legal, así como con otros organismos nacionales y extranjeros.
- Efectuar estudios de toxicología y ciencias forenses, en las condiciones que se determinen reglamentariamente.
- Podrán colaborar con las universidades y las instituciones sanitarias y con organismos nacionales e internacionales en todas aquellas materias que contribuyan al desarrollo de la toxicología y las ciencias forenses, de acuerdo con las instrucciones del Ministerio de Justicia o los acuerdos o convenios realizados al efecto.

## Historia
Los orígenes del Instituto Nacional de Toxicología y Ciencias Forenses se remontan al Real Decreto de 11 de julio de 1886. Mediante esta norma reglamentaria, se fundaron tres laboratorios de Medicina Legal, uno central en Madrid y otros dos en Barcelona y Sevilla. Entraron en pleno funcionamiento en 1887.
Posteriormente, en 1911, el Laboratorio Central de Madrid se convierte en Instituto de Análisis Químico Toxicológico para contribuir a la enseñanza de la Toxicología. Para ello, se adscribe a la Facultad de Farmacia de la Universidad Central. Ya en 1935, los tres laboratorios se unifican para dar lugar al Instituto Nacional de Toxicología.
En 1967, se reorganiza, creándose las secciones de Biología, Hispatología y Química, adaptando su 
estructura a las necesidades del momento (Decreto de 13 de julio de 1967). 
En 1971 se pone en marcha el Servicio de Información Toxicológica, con un horario permanente de atención a las 
intoxicaciones agudas. 
En 1982 y 1983 se modifica el Decreto de 1967, para hacer una adecuación, más administrativa que técnica. (R.D. 
3061/1982 de 15 de octubre y R.D. 833/1983 de 25 de marzo). 
En 1987 comienza su actividad la primera Sección de Experimentación Toxicológica, dotada de Bioterioi que cumple 
con toda la normativa comunitaria en relación con estas instalaciones. 
En 1990 se introducen las Secciones de Garantía de Calidad en los tres Departamentos. 
En 1991, tienen lugar las primeras aplicaciones de la tecnología del ADN a los análisis de muestras forenses 
del instituto.
En 1994, se crea la primera Sección de Drogas de Abuso.
En 1997, entra en funcionamiento una Delegación del Instituto en Canarias con sede en La Laguna. 
En 1998 se aprueba un nuevo Reglamento del Instituto de Toxicología (R.D. 862/1998 de 8 de mayo, BOE 5 de junio de 1998). 
En 1999 el Instituto es admitido como miembro de pleno derecho de ENFSI (European Network of Forensic Science Institutes).
En 2003 la L. O. Del Poder Judicial le da su nombre actual e incrementa sus funciones (Ley Orgánica 19/2003 de 23 de diciembre).
En 2022 se aprobó la Ley de Memoria Democrática, que estableció la necesaria colaboración entre el Instituto Nacional, el resto de Institutos de Medicina Legal y Ciencias Forenses y el nuevo Banco Estatal de ADN.

## Denominaciones
- 1886-1935: Laboratorio de Medicina Legal de Madrid, Barcelona y Sevilla. 
  - 1911-1935: Instituto de Análisis Químico Toxicológico de Madrid.
- 1935-2003: Instituto Nacional de Toxicología.
- 2003-actualidad: Instituto Nacional de Toxicología y Ciencias Forenses.

## Organigrama
El INTCF tiene su sede central en la ciudad de Madrid, y se estructura mediante una Dirección, tres departamentos y una Delegación, que prestan servicio a todo el país.
- Dirección del Instituto.
  - Departamento de Madrid. Con sede en la capital española, presta servicios a las regiones de Asturias, Cantabria, Castilla y León, Castilla-La Mancha, Galicia, Madrid, Región de Murcia, País Vasco y La Rioja.
  - Departamento de Barcelona. Con sede en la ciudad condal, ejerce sus funciones en las regiones de Aragón, Islas Baleares, Cataluña, Navarra y Comunidad Valenciana.
  - Departamento de Sevilla. Con sede central en dicha ciudad, le competen las regiones de Andalucía, Islas Canarias y Extremadura, así como las ciudades autónomas de Ceuta y Melilla.
  - Delegación del Departamento de Sevilla en Santa Cruz de Tenerife.

Además, posee una Comisión de Coordinación, integrada por la Dirección del Instituto que la presidirá, las Direcciones de los Departamentos y de la Delegación y un representante del Ministerio de Justicia. Asimismo, en función de los temas a tratar, la Dirección podrá convocar a cualquier personal del Instituto

### Servicios
Cada Departamento del INTCF se divide en varios Servicios que se ocupan de una rama distinta de la Ciencia Forense: (Biología, Criminalística, Drogas de abuso, Histopatología, Química, Servicio de Información Toxicológica, Unidad de Garantía de Calidad, Valoración Toxicológica y Medio Ambiente).